# Helmut Meyer (Schriftsteller)
Helmut Meyer (* 18. September 1904 in Berlin; † 23. Juli 1983) war ein deutscher Schriftsteller.

## Leben
Meyer wuchs im Osten Berlins und im Wedding auf. Er war als Metallarbeiter, Bauarbeiter und Angestellter tätig. Seit 1931 war er Mitglied der KPD; während der folgenden Jahre war er Arbeiterkorrespondent und wirkte mit an der Herausgabe von Betriebszeitungen. Seine eigenen schriftstellerischen Versuche
musste er 1934 angesichts der Bedrohung und Verfolgung durch die nationalsozialistischen Machthaber einstellen; ein in mehrjähriger Arbeit entstandenes Romanmanuskript verbrannte er.
Nach 1945 war Meyer für Arbeiterbaugenossenschaften und im Wohnungswesen tätig; später lebte er als Journalist und freier Schriftsteller in Ost-Berlin und leitete diverse Zirkel Schreibender Arbeiter. 
Sein schriftstellerisches Werk besteht vorwiegend aus Romanen, von denen „Herz des Spartakus“ und „Lena in Berlin“ aus sozialistischer Perspektive die Schicksale Berliner Arbeiterfamilien vor dem Hintergrund der deutschen Geschichte der ersten Hälfte des 20. Jahrhunderts schildern. Daneben verfasste Meyer Erzählungen und Jugendbücher. 
1969 erhielt er den Vaterländischen Verdienstorden in Bronze und 1980 in Silber.

## Werke
- Herz des Spartakus. Berlin 1959.
- Lena in Berlin. Berlin 1962.
- Geheimauftrag für Kasper B. Berlin 1966.
- Kasper B. in Gefahr. Berlin 1967.
- Der Kurier. Berlin 1968.
- Franziska und der Student aus Trier. Berlin 1973.